# Badr (satélite)
Badr é como são nomeados uma série de satélites operados pela Arabsat, localizados na posição orbital de 26 graus de longitude leste, de onde prestam serviços com transmissão com cobertura sobre ao Norte da África, Oriente Médio e regiões vizinhas.

## Satélites
| Satélite | Fabricante                            | Data do lançamento      | Veiculo de lançamento | Estado        | Nota                                                                                |
| -------- | ------------------------------------- | ----------------------- | --------------------- | ------------- | ----------------------------------------------------------------------------------- |
| Badr C   | Hughes                                | 28 de agosto de 1997    | Proton-K/Block DM3    | Ativo         | Também conhecido por PAS-5, Intelsat 5 e Arabsat 2C                                 |
| Badr 1   | Astrium Alcatel Space                 | 28 de fevereiro de 2006 | Proton-M/Briz-M       | Fracassou     | Também conhecido por Arabsat 4A                                                     |
| Badr 2   | British Aerospace Matra Marconi Space | 09 de outubro de 1998   | Atlas 2A              | Ativo         | Também conhecido por Hot Bird 5, Eurobird 2, Arabsat 2D, Eutelsat 25A e Eutelsat 4B |
| Badr 3   | Aérospatiale                          | 26 de fevereiro de 1999 | Ariane 44L            | Inativo       | Ex-Arabsat 2BSS-1. Também conhecido por Arabsat 3A                                  |
| Badr 4   | Astrium Alcatel Space                 | 08 de novembro de 2006  | Proton-M/Briz-M       | Ativo         | Também conhecido por Arabsat 4B                                                     |
| Badr 5   | Astrium Thales Alenia Space           | 03 de junho de 2010     | Proton-M/Briz-M       | Ativo         | Também conhecido por Arabsat 5B                                                     |
| Badr 6   | Astrium Alcatel Space                 | 07 de julho de 2008     | Ariane 5 ECA          | Ativo         | Também conhecido por Arabsat 4AR                                                    |
| Badr 7   | Astrium Thales Alenia Space           | Planejado para 2015     | Ariane 5 ECA          | Em construção | Também conhecido por Arabsat 6B                                                     |